# جک فینچ (بازیکن فوتبال، زاده ۱۹۹۶)
جک فینچ (انگلیسی: Jack Finch؛ زادهٔ ۶ اوت ۱۹۹۶) بازیکن فوتبال اهل بریتانیا است.
از باشگاه‌هایی که در آن بازی کرده‌است می‌توان به باشگاه فوتبال کاونتری سیتی اشاره کرد.